# Massacro mutante
Massacro mutante (Mutant Massacre) è un crossover a fumetti, pubblicato dalla Marvel Comics fra ottobre e dicembre 1986. Intreccia le testate New Mutants (vol. 1), Power Pack (vol. 1), Thor (vol. 1), Uncanny X-Men (vol. 1) e X-Factor (vol. 1). Sceneggiata da Chris Claremont, Louise Simonson e Walter Simonson per i disegni di Bret Blevins, Jon Bogdanove, Sal Buscema, Alan Davis, Dan Green, Jackson Guice, Rick Leonardi, John Romita Jr., Terry Shoemaker e Walter Simonson, la storia si focalizza sullo sterminio quasi totale dei Morlock che abitavano le fogne di New York City ad opera del misterioso gruppo di assassini Marauders e agli sforzi di X-Men e X-Factor per salvare quanti più mutanti possibile.

## Trama
Intenzionati a scoprire il nascondiglio dei Morlock, i Marauders inseguono una spaventata mutante per tutti gli Stati Uniti finché questa li conduce all'ingresso dei tunnel sotterranei che si diramano per tutta NYC. Accertatisi di essere nel posto giusto, la uccidono prima che possa dare l'allarme. In superficie, Rogue, Wolverine e una Tempesta senza poteri sono alla ricerca di Rachel scomparsa dopo la battaglia contro Nimrod, mentre Shadowcat, Colosso e Magik soccorrono Nightcrawler prima che un gruppo di malintenzionati lo picchi a morte, scoprendo che non riesce più ad utilizzare il suo potere. A Central Park, la Freedom Force di Mystica circonda Firefist e Skids con il proposito di arrestarli ma l'intervento della folla in favore dei due fuggiaschi glielo impedisce. L'arrivo di X-Factor sulla scena complica la situazione e poiché Blob riconosce in loro gli originali X-Men, questi li lasciano andare riparandoli dalla furia della folla. Sfuggiti all'arresto, Skids guida l'amico all'interno dei tunnel dei Morlock dove vengono seguiti da Freedom Force; alla base di X-Factor il piccolo Artie Maddicks "vede" che l'amico Firefist è in pericolo e si dirige anch'egli nei tunnel costringendo la squadra ad andare a cercarlo. Entrati in contatto, i due gruppi si scontrano fino a quando Destiny non predice che se rimarranno nei tunnel moriranno tutti. Viste le gravi condizioni di Firefist dopo essere stato picchiato da Blob, Ciclope ordina a Jean Grey e Angelo di portarlo alla base mentre lui, Bestia e Uomo Ghiaccio proseguiranno la ricerca di Artie. Lungo i tunnel i Marauders cominciano la loro opera di sterminio dei Morlock indisturbati, fino a quando gli X-Men vengono avvertiti di ciò che sta succedendo e si inoltrano sotto terra. Divisisi in gruppi, piano piano vengono costretti all'angolo dai malvagi prima che Colosso, per correre in soccorso di Nightcrawler, non è costretto a uccidere Riptide ponendo così fine temporaneamente allo scontro e mettendo in fuga gli assassini. Decisa a portare in salvo i Morlock feriti, e Shadowcat rimasta bloccata nella sua forma intangibile, Tempesta ordina la ritirata lasciando Wolverine indietro a catturarle un Marauder da interrogare. Per fare in modo di curare i superstiti, Magik preleva dall'isola Muir la dottoressa Moira MacTaggart tornando allo Xavier Institute giusto in tempo per l'arrivo degli X-Men con i Morlock. Svegliati dal trambusto, i Nuovi Mutanti si mettono al lavoro aiutando come possibile, ma la preoccupazione di Karma per i suoi fratelli fa sì che chieda a Magik di portarla al suo appartamento per accertarsi che stiano bene; tuttavia, non appena messo piede a casa, questa esplode con le ragazze all'interno. Preoccupati per il protrarsi dell'assenza delle due, il gruppo decide di recarsi a casa di Karma passando per le fogne e una volta risaliti in superficie si imbattono nelle amiche che raccontano loro della bomba. Avvertito un pericolo sconosciuto coi suoi sensori, Warlock riporta tutti nelle fogne dove vengono attaccati da suo padre Magus prima che Magik teleporti tutti in salvo.
Nelle fogne, intanto, Ciclope, Bestia e Uomo Ghiaccio entrano in contatto con i Marauders rimanendo feriti nella schermaglia. Alla base di X-Factor, dopo aver stabilizzato Firefist, Jean e Angelo decidono di tornare sotto terra dove, per salvare Ciclope, Jean è costretta a uccidere Prism mandandolo in frantumi contro una parete e assieme a Bestia, Uomo Ghiaccio e alcuni Morlock ritornano alla base. Fattosi avanti per continuare la ricerca di Artie, Angelo cade in un'imboscata finendo crocifisso ad un muro per le ali. Convocato dalla richiesta di aiuto inviatagli da un Morlock tramite una rana, Thor s'inoltra nelle fogne arrivando nel punto in cui si trova Angelo venendo però aggredito dai Marauders. Apparso nella loro stanza tramite forma astrale, Pulce mostra ai Power Pack un'immagine in cui è presente anche un ferito Calibano chiedendo aiuto. Approfittando della notte, i ragazzi escono di casa e scendono nelle fogne dove sono accolti da Scalphunter intendo a massacrare altri Morlock. Riusciti a fuggire, cadono preda di Sabretooth col quale si battono fino all'arrivo di Wolverine. Riusciti a trovare Calibano e Pulce, i Power Pack si scontrano e sfuggono ai Marauders finendo dritti nelle braccia di X-Factor. Messi in salvo i piccoli eroi e i due feriti, Ciclope e Jean ritornano a cercare il loro piccolo amico. Allo Xavier Institute, Moira e lo staff medico non riescono a salvare molti dei Morlock portati in salvo e a peggiorare le cose, oltre Nightcrawler e Shadowcat, anche Colosso risente del combattimento perdendo improvvisamente le forze e i sensi. Sempre più abbattuta dalle tragedie e sfiduciata, Tempesta si allontana dal medlab sfogando la sua rabbia contro se stessa fino a quando Callisto non la raggiunge facendo sì che capisca che un leader è tale anche nel momento più difficile. Nelle fogne, intanto, Wolverine e Sabretooth si sfidano quasi all'ultimo sangue fino a quando il primo non fa crollare la volta che sostiene il tunnel imprigionando il nemico dall'altro lato. Riuscito a salvare il guaritore Morlock che Sabretooth stava per uccidere e appreso che il mandante degli omicidi è Sinistro, impegnato ad eliminare alcune figure scomode in un disegno noto solo a lui, Wolverine si precipita all'uscita delle fogne dove Rogue li mette al riparo da un'esplosione che fa crollare l'ingresso. Poco lontano dal luogo dello scontro, Thor sfugge ai Marauders portando in salvo Angelo. Impegnati a trovare una via d'uscita, i due s'imbattono in Artie che li porta dritti da Ciclope e Jean; dopo un breve aggiornamento sulla situazione, i tre membri di X-Factor e Artie salutano Thor per ritornare in superficie e curare le ferite di Angelo. Rimasto solo, il dio del tuono riceve la visita di Hela che gli rivela come grazie a lei non possiede più l'abilità divina di guarire le proprie ferite. Infuriato Thor scaglia il proprio martello contro il terreno provocando un potente esplosione che divampa in tutte le fogne.
Di ritorno alla base, Bestia, Uomo Ghiaccio, Calibano e Pulce vengono attaccati da alcuni Morlock che li scambiano per Marauders, fino a quando l'arrivo di Ciclope e Jean non riporta la situazione alla calma facendo in modo che sia X-Factor che i Morlock raggiungano l'uscita prima che l'esplosione li raggiunga. Portato Angelo in ospedale, Ciclope e Jean sono costretti ad allontanarsi quando il gruppo di Morlock che avevano soccorso si allontana dalla base mettendosi nei guai con una gang locale. A causa di incomprensioni con la polizia giunta sulla scena, una dei Morlock viene uccisa provocando una violenta reazione nel suo compagno a cui Ciclope risponde con un raggio ottico che lo fa cadere in acqua uccidendolo con il rilascio del suo stesso potere elettrico. Rammaricato, Ciclope ritorna in ospedale in compagnia di Jean nel momento in cui il chirurgo uscendo dalla sala operatoria li informa che bisogna amputare le ali di Angelo per salvarlo. Desiderosa di provare la sua utilità ad una squadra che non si fida ancora di lei, Psylocke chiede a Tempesta, impegnata assieme a Magneto, Wolverine e Callisto a perlustrare le fogne in cerca di Marauders rimasti indietro, di eseguire una scansione psichica della città per trovare traccia degli assassini. Quando le viene negato, si concentra sul proteggere i confini dell'istituto assieme a Rogue nel modo migliore possibile. Tuttavia, la sudista viene inaspettatamente messa k.o. da Sabretooth che penetra nell'edificio con l'intento di uccidere i rimanenti Morlock dopo aver sistemato Psylocke. Decisa ad allontanare il nemico dal medlab, la ragazza si batte con lui fino all'arrivo di Wolverine che la sostituisce dandole così modo di sbirciargli nella mente e scoprire finalmente chi muove i fili dei Marauders. Caduti nell'oceano durante lo scontro, Wolverine viene salvato da Rogue mentre di Sabretooth si perdono le tracce. Il mattino seguente, Tempesta dice a Callisto che proseguiranno le indagini sui Marauders, i Morlock saranno trasferiti all'isola Muir cosicché la dottoressa MacTaggart possa seguirli meglio e accoglie Psylocke nella squadra senza più remore riguardo alla sua fiducia.

## Conseguenze
- Le ali di Angelo vengono amputate a seguito del grave trauma subito dopo essere stato crocifisso. Saranno in seguito sostituite da un paio di metallo al momento della sua trasformazione in Arcangelo, cavaliere di Apocalisse. Inoltre, Mystica rivela la sua vera identità ai media facendo in modo che si scopra che un mutante fa parte e finanzia l'agenzia caccia-mutanti X-Factor.[3]
- Lo stato d'intangibilità in cui rimane bloccata Shadowcat la porta quasi alla morte ma viene in ultima istanza salvata da Mr. Fantastic e Destino.[4]
- Colosso rimane brevemente tetraplegico a seguito della manipolazione della sua armatura bio-metallica da parte di Magneto quando cercava di salvargli la vita.[5]
- Il Morlock Masque prende il comando della sua gente dopo che questa ritorna ad abitare le fogne a seguito degli eventi di Inferno. Utilizzando i suoi poteri li sfigura, portandone molti alla pazzia.
- Wolverine scopre che Jean Grey è viva dopo averne seguito l'odore mentre girava per le fogne. Tuttavia tiene per sé questa scoperta.
- Apocalisse salva il Morlock Piaga dai Marauders, un veterano di guerra paralitico e una ragazza anoressica facendo di loro rispettivamente i cavalieri Pestilenza, Guerra e Carestia.
- Anni dopo viene rivelato che Gambit fu assoldato da Sinistro per reclutare i Marauders.[6]